# توکیو بدون توقف
توکیو بدون توقف فیلمی سینمایی به کارگردانی سعید عالم‌زاده و محصول سال (۱۳۸۱) است.

## خلاصه فیلم
برادری سخت گیر اما مهربان، خواهری معصوم، عمه‌ای عجیب، پسری عاشق و پررو و سفرهای پرماجرا به کیش، مایه‌های طنز این فیلم را تشکیل می‌دهند.

## بازیگران
| بازیگر            | نقش            |
| ----------------- | -------------- |
| مهران مدیری       | پرویز          |
| پانته‌آ بهرام      | ناهید          |
| حسن شکوهی         | محسن           |
| گوهر خیراندیش     | انیس           |
| حمیده خیرآبادی    | عزیز           |
| الیزابت امینی     | مظفری          |
| یوسف پشندی        | احمدعلی        |
| سعید پیردوست      | مرتضوی         |
| ابراهیم آبادی     | برومند         |
| ساعد هدایتی       | وکیل پرویز     |
| کامران فیوضات     | روانشناس       |
| سید جلال طباطبایی | نگهبان کارخانه |
| وحید مهین دوست    |                |